# Microcosmus vulgaris
Microcosmus vulgaris is een zakpijpensoort uit de familie van de Pyuridae. De wetenschappelijke naam van de soort is voor het eerst geldig gepubliceerd in 1877 door Heller.